# Luis Planas
Pour les articles homonymes, voir Planas.
Luis Planas Puchades ([ˈlwis ˈplanas puˈt͡ʃaðes]), né le 20 novembre 1952 à Valence, est un homme politique espagnol, membre du Parti socialiste ouvrier espagnol (PSOE).
Diplômé en droit de l'université de Valence, il devient inspecteur du travail et est affecté à Cordoue. En 1982, il est élu à 29 ans député de la circonscription de Cordoue. Il siège cinq ans au Congrès des députés, puis entre au Parlement européen en juin 1987.
Il est désigné secrétaire général du PSOE cordouan en 1990. Pressenti comme candidat à la mairie de la capitale provinciale en 1991, puis tête de liste aux élections générales anticipées de juin 1993, il est nommé en décembre suivant conseiller à l'Agriculture de la Junte d'Andalousie. En 1994, il est promu conseiller à la Présidence, devenant le bras droit du président Manuel Chaves, et prend la présidence du Parti socialiste de la province de Cordoue.
Il se retire de la vie politique en 1996, après avoir été exclu du gouvernement andalou faute d'avoir accepté la proposition de Chaves de prendre la présidence du Parlement régional. Il est alors élu au Sénat mais démissionne au bout d'un mois, après son recrutement comme directeur de cabinet du commissaire européen Manuel Marín, une fonction qu'il conserve auprès de Pedro Solbes à partir de 1999.
En 2004, le nouveau gouvernement espagnol le choisit comme ambassadeur au Maroc, bien qu'il ne soit pas diplomate de carrière. Il est muté au bout de six ans à Bruxelles, en tant que représentant permanent auprès de l'Union européenne. Le gouvernement Rajoy le relève de ce poste en 2011.
José Antonio Griñán, dont il est un proche, en fait le conseiller à l'Agriculture d'Andalousie dans son gouvernement de coalition en 2012. Il postule l'année suivante aux primaires du PSOE-A qui visent à désigner le successeur de Griñán mais ne parvient pas à recueillir suffisamment de parrainages pour se présenter au vote. Il se met ainsi de nouveau en retrait du jeu politique.
Il y est rappelé par Pedro Sánchez le 7 juin 2018, pour devenir ministre espagnol de l'Agriculture, de la Pêche et de l'Alimentation.

## Famille et jeunesse
Luis Planas Puchades naît le 20 novembre 1952 à Valence. Il est le neveu du journaliste catalan Josep Maria Planes i Martí, partisan de la République assassiné en août 1936 par des anarchistes. Marié et père de deux enfants, il réside à Cordoue, parle anglais, français et portugais.
Il étudie le droit à l'université de Valence, où il obtient le prix extraordinaire de licence. Il réussit en 1980 le concours du corps des inspecteurs du travail et se trouve affecté à Cordoue. Il exerce sa profession pendant deux ans.

## Député

### Au Congrès
Lors des élections législatives anticipées du 28 octobre 1982, Luis Planas se présente dans la circonscription de Cordoue sur la liste du Parti socialiste ouvrier espagnol (PSOE), qui remporte cinq sièges sur huit à pourvoir. À 29 ans, il est élu au Congrès des députés. Il intervient en séance plénière le 28 mars 1985 pour défendre le processus d'adhésion de l'Espagne à la Communauté économique européenne, qu'il qualifie d'« option politique intégrale », expliquant que les socialistes « veulent lier définitivement l'Espagne au concert des démocraties européennes » et qu'ils aspirent « à contribuer à la formation d'une Europe unie et forte ».
Au mois de décembre 1985, Planas est désigné par le groupe parlementaire socialiste pour faire partie de la délégation espagnole au Parlement européen. Il aura la charge de coordonner, sous l'autorité de l'ancien ministre Enrique Barón, le travail des eurodéputés socialistes,.
Dans la perspective des élections générales anticipées du 22 juin 1986, il est à nouveau investi candidat dans la circonscription cordouane, en 3e position sur la liste de Guillermo Galeote et se voit réélu.

### Au Parlement européen
La direction fédérale du PSOE indique le 6 avril 1987 que Luis Planas sera candidat aux élections européennes du 10 juin 1987, occupant la 5e place de la liste emmenée par Fernando Morán et Enrique Barón. Élu député au Parlement européen, il doit renonce à son mandat au Congrès.
À l'occasion du Ve congrès du Parti socialiste ouvrier espagnol d'Andalousie (PSOE-A), il intègre le 26 mars 1988 la commission exécutive régionale (CER) sous l'autorité du secrétaire général Carlos Sanjuán. À la veille du conclave, il était cité comme futur secrétaire à la Politique socio-économique, mais cette fonction est confiée à Aurelio Barrera et Planas est finalement désigné secrétaire exécutif, sans attribution,.
Lors d'une réunion le 7 avril 1989, le comité fédéral du PSOE ratifie la liste pour les élections européennes du 15 juin 1989, toujours conduite par Morán et sur laquelle Planas est de nouveau investi en 5e position. Il est désigné vice-président du groupe socialiste en 1991.

## Figure du PSOE andalou

### Secrétaire général provincial
Luis Planas est reconduit le 9 décembre 1990 à la commission exécutive du Parti socialiste en Andalousie, et élu parallèlement membre du comité fédéral du parti, qui compte 16 délégués andalous. Il fait partie des sept délégués à participer à la fois aux travaux de la direction du PSOE-A et du « parlement » du PSOE. À l'ouverture du VIIe congrès du parti dans la province de Cordoue, il est élu président du bureau par 52 % des voix, contre Julián Díaz, soutenu par le secrétaire général provincial Manuel Gracia. La forte division de la fédération cordouane amène à une intervention directe du dirigeant régional Carlos Sanjuán, qui obtient la nomination de Planas au poste de secrétaire général du PSOE de Cordoue,.
Alors qu'approche le VIIIe congrès provincial du PSOE cordouan, convoqué le 1er octobre 1994, il renonce à se succéder au secrétariat général, et appuie publiquement le vice-secrétaire général José Mellado. Bien que le courant social-démocrate contrôle l'immense majorité de la fédération, trois candidats s'opposent pour la direction du parti. Après le retrait de ses deux concurrents, la candidature proposée par Mellado est élue avec 54 % des voix. Luis Planas, dont le rapport de gestion a été approuvé à 72 %, prend le poste honorifique de président de la commission exécutive provinciale,.

### Potentiel candidat à de hautes fonctions
Peu après son accession au secrétariat général provincial, le nom de Luis Planas est évoqué comme possible tête de liste socialiste aux élections municipales du mois de mai 1991 à Cordoue, ville dirigée par la Gauche unie (IU). Sa candidature est toutefois perçue comme un plan B, dans le cas où Manuel Gracia refuserait de postuler. Au début du mois de mars, ce dernier accepte finalement d'être candidat et négocie avec Planas la composition de sa liste,,. Il renonce deux ans plus tard, en avril 1993, à conduire la candidature socialiste dans la circonscription de Cordoue aux élections législatives du 6 juin : candidat naturel après le retrait de Guillermo Galeote, mis en cause dans des affaires de financement occulte, il cède sa place au ministre de la Santé José Antonio Griñán.
À la fin du mois de mars 1994, Manuel Chaves le propose sans succès comme candidat au poste stratégique de secrétaire à l'Organisation de la commission exécutive fédérale du PSOE dans le cadre du XXXIIIe congrès socialiste, après que le courant d'Alfonso Guerra a rejeté la candidature de Carmen Hermosín ; la fonction revenant finalement au Valencien Ciprià Ciscar. À l'issue du conclave national, les « guerristes » se disent prêts à renoncer au secrétariat général régional à la condition que Chaves n'y postule pas, et font savoir que la candidature de Planas serait un compromis acceptable, bien que ce dernier ait déjà écarté cette idée,,. À l'ouverture du VIIe congrès du socialisme andalou le 8 avril, Planas est cité comme potentiel bras droit de Manuel Chaves, occupant les responsabilités de vice-secrétaire général. Deux jours plus tard, il est pourtant exclu de la nouvelle commission exécutive régionale,.

### Conseiller de la Junte

#### Délégué à l'Agriculture
Le 23 décembre 1993, le conseiller à l'Agriculture de la Junte d'Andalousie Leocadio Marín annonce sa démission en dénonçant l'immixtion du gouvernement régional dans les troubles internes au PSOE-A. Le président de la Junte Manuel Chaves indique qu'il a l'intention de le remplacer par Luis Planas, qui est l'un de ses proches,. Il prend ses fonctions cinq jours plus tard, au cours d'une prestation de serment à laquelle assistent notamment Chaves, la déléguée du gouvernement Amparo Rubiales et le maire de Séville Alejandro Rojas-Marcos. Il rend hommage à Marín, qu'il qualifie d'« ami » et dont il salue le travail, et affirme vouloir travailler dans un esprit de dialogue et de consensus.
Dans la perspective des élections régionales du 12 juin 1994, il est nommé le 4 février 1994 membre du comité de stratégie électorale, coordonné par Antonio María Claret García et Luis Pizarro, au titre du courant social-démocrate du parti. Le comité provincial du PSOE de Cordoue valide le 24 avril par 72 voix sur 84 la liste de candidats aux élections régionales qu'il propose et dont il se trouve en tête, une candidature ratifiée quatre jours plus tard par le comité directeur du Parti socialiste en Andalousie,. Il est élu le 12 juin député au Parlement d'Andalousie tandis qu'avec 45 députés, le PSOE perd sa majorité absolue.

#### Délégué à la Présidence
Formant son deuxième gouvernement le 2 août suivant, Manuel Chaves reconduit quatre conseillers sortants. Avec Carmen Hermosín, Luis Planas fait partie des promus, en obtenant le poste de conseiller à la Présidence, considéré comme de premier plan.
Après que le président de la Junte a annoncé le 22 novembre 1995 son intention de convoquer des élections anticipées, dont la date est ultérieurement fixée au 3 mars 1996, Planas est pressenti pour emmener de nouveau liste socialiste dans la circonscription de Cordoue. Le comité provincial valide cette éventualité le 20 janvier 1996, une décision que confirme le comité directeur cinq jours plus tard,,. Au soir du scrutin, il est ainsi réélu député régional tandis que le Parti socialiste renforce sa majorité relative avec 52 députés sur 109.

### Exclusion surprise du gouvernement
Alors qu'approche l'ouverture de la Ve législature andalouse, Luis Planas est évoqué comme l'un des conseillers sortants qui sera reconduit, bien que son maintien au département de la Présidence ne soit pas une évidence. Cependant, Chaves lui propose de prendre la présidence du Parlement, ce qu'il refuse. Lors de l'annonce du nouvel exécutif régional le 15 avril, Planas en est exclu et ses fonctions reviennent à Gaspar Zarrías. Bien que le président de la Junte s'en défende, cette révocation inattendue de son bras droit est perçue comme une sanction après son refus d'occuper la présidence de l'assemblée parlementaire,,. Planas estime le lendemain que sa sortie du gouvernement andalou est la conséquence de sa « faible capacité à intriguer » tout en affirmant ne pas se sentir « blessé » par la décision de Chaves, qu'il dit respecter ; le comité directeur du PSOE-A l'investit le jour même candidat à l'un des quatre mandats de sénateurs désignés qui reviennent aux socialistes.
Il est effectivement élu à la chambre haute le 17 avril par le Parlement, aux côtés notamment de Luis Pizarro et Javier Arenas. Le groupe socialiste le choisit le 9 mai comme porte-parole au sein de la commission des Affaires étrangères.

## Carrière diplomatique
Luis Planas annonce le 29 mai 1996 son intention de renoncer à ses mandats de parlementaire régional et national, et de retourner à Bruxelles pour occuper un poste de conseiller auprès du vice-président de la Commission européenne Manuel Marín. Il justifie son choix par « les moments d'espoir que vit la construction européenne », faisant référence notamment à la troisième phase de l'Union économique et monétaire et l'élargissement à venir de l'Union européenne. Il remet formellement sa démission deux jours plus tard,. Il dirige pendant trois ans le cabinet de Marín, puis prend en 1999 la tête de celui de Pedro Solbes, commissaire aux Affaires économiques et monétaires.
Après que le Parti socialiste ouvrier espagnol de José Luis Rodríguez Zapatero a remporté les élections générales du 14 mars 2004, Luis Planas est cité comme un candidat très sérieux au poste majeur d'ambassadeur d'Espagne au Maroc. Bien qu'il ne soit pas un diplomate de carrière et qu'il n'ait pas une grande connaissance du Maghreb, il est choisi pour son profil politique, afin de rétablir la confiance entre les deux États, détériorée depuis trois ans, et augmenter le niveau de leurs relations. Il est nommé dans cette fonction lors du conseil des ministres du 30 avril suivant.
En juin 2010, alors que va prendre fin la présidence espagnole du Conseil de l'Union européenne, le ministre des Affaires étrangères Miguel Ángel Moratinos prend la décision d'un remaniement dans les principales ambassades du pays. Planas est ainsi choisi comme nouveau représentant permanent auprès de l'UE, en remplacement de Carlos Bastarreche, un diplomate de carrière destiné à l'ambassade parisienne.

## À nouveau en politique

### Bref retour en Andalousie

#### Conseiller à l'Agriculture
À l'approche des élections législatives anticipées du 20 novembre 2011, le nom de Luis Planas est cité pour prendre la tête de liste du PSOE dans la circonscription de Cordoue, après que la volonté du parti d'investir Rosa Aguilar a provoqué la mise en retrait de Carmen Calvo. C'est cependant Aguilar qui mène la candidature socialiste le jour du scrutin. Il est relevé de ses fonctions diplomatiques au profit du diplomate Alfonso Dastis le 31 décembre suivant, dix jours après le retour au pouvoir du Parti populaire.
Après avoir surpris de nombreux responsables du Parti socialiste ouvrier espagnol d'Andalousie en assistant au comité directeur du 27 avril 2012, il est nommé le 5 mai conseiller à l'Agriculture, à la Pêche et à l'Environnement de la Junte d'Andalousie par le président José Antonio Griñán, qui forme un gouvernement de coalition avec la Gauche unie (IU). Ami de longue date de Griñán, sa nomination ne relève pas des équilibres internes ou territoriaux du socialisme andalou mais est une décision du chef de l'exécutif qui cherche à renforcer son cercle de confiance absolue.

#### Candidature avortée aux primaires de 2013
Le 1er juillet 2013, Luis Planas annonce qu'il compte postuler aux primaires du PSOE-A en vue de désigner le candidat du parti à la présidence de la Junte, convoquée pour la fin du mois lors d'une réunion de la commission exécutive trois jours plus tôt. Sa candidature génère de nombreuses questions et surprises. Une partie des cadres socialistes la voient comme le moyen de maquiller l'élection annoncée de Susana Díaz en un processus démocratique ; d'autres le perçoivent comme soutenu par le secteur critique de la fédération socialiste andalouse, constitué des proches de Manuel Chaves et Luis Pizarro. Il choisit Alfonso Gómez de Celis comme directeur de campagne. Il est contraint de renoncer à se présenter le 17 juillet, n'étant parvenu à récolter que 4 500 parrainages sur les 6 700 exigés par le règlement. Il indique le 26 juillet qu'il quittera le gouvernement régional une fois Díaz investie à la présidence, expliquant que sa nomination l'année précédente était un « engagement personnel » avec Griñán.
Il est désigné en 2014 secrétaire général du Comité économique et social européen (CESE).

### Ministre de l'Agriculture
La presse espagnole annonce le 6 juin 2018 que Luis Planas sera nommé ministre de l'Agriculture, de la Pêche et de l'Alimentation dans le gouvernement que forme le socialiste Pedro Sánchez après l'adoption de la motion de censure contre Mariano Rajoy. Il est effectivement nommé le lendemain.
Lors de sa prise de fonction en remplacement d'Isabel García Tejerina, il affirme son intention de maintenir les principaux axes de travail de sa prédécesseure, notamment sur la défense de la Politique agricole commune (PAC) et le soutien au secteur de l'industrie agro-alimentaire. Un mois plus tard, le baromètre politique du Centre de recherches sociologiques (CIS) révèle qu'il est le ministre le moins connu du gouvernement, juste devant la ministre de la Justice Dolores Delgado et la ministre de l'Industrie Reyes Maroto : plus de 83 % des Espagnols disent ne pas avoir entendu parler de lui.
Le 9 mars 2019, il est investi tête de liste du PSOE dans la circonscription de Cordoue par le comité provincial dans la perspective des élections générales du 28 avril suivant. Le comité fédéral réuni huit jours plus tard ratifie cette décision.
Près de dix semaines plus tard, le 21 mai, Sánchez lui confie la direction par intérim du ministère de la Politique territoriale et de la Fonction publique, à la suite de la démission de la titulaire Meritxell Batet, candidate — par la suite élue — à la présidence du Congrès des députés. Confirmé comme tête de liste pour les élections anticipées du 10 novembre 2019, convoquées après l'échec du Congrès à investir un nouveau président du gouvernement, il est reconduit comme ministre de l'Agriculture en janvier 2020 dans le deuxième gouvernement de Pedro Sánchez, le portefeuille de la Politique territoriale revenant à Carolina Darias. À la demande expresse de Pedro Sánchez et comme plusieurs de ses collègues, il renonce à son siège de député en février suivant.
Pour les élections générales anticipées du 23 juillet 2023, il est une nouvelle désigné tête de liste du PSOE dans la province de Cordoue. À la suite du scrutin, il est confirmé en novembre à son poste de ministre de l'Agriculture, ce qui fait de lui l'un des six ministres accompagnant Pedro Sánchez depuis son accession au pouvoir, en juin 2018. Il démissionne une nouvelle fois de son siège de député au Congrès à la fin de ce même mois, conformément à la consigne du chef de l'exécutif.

## Décorations
- Grand cordon de l'ordre du Ouissam alaouite[74].